# Гамма Цефея
Га́мма Цефе́я (γ Cep, γ Cephei, Альраи) — двойная звезда в созвездии Цефея. Имеет собственное имя Альраи от арабского ar-rā‘ī — «пастух». У арабов соседние звёзды альфа и бета Цефея составляли парный астеризм «Две коровы», с которым ассоциативно и связано указанное название.
Первая относительно тесная двойная звезда, у одной из компонент которой (γ Цефея A) была открыта экзопланета.

## Характеристики
Находится на расстоянии 45 световых лет от Солнца. Видна невооружённым глазом (звёздная величина 3,225m). Спектральная двойная звезда.

## Гамма Цефея A
Гамма Цефея A — оранжевый субгигант спектрального класса K1IV. Масса — 1,6 массы Солнца, светимость — 8,2 светимости Солнца.

## Гамма Цефея B
Гамма Цефея B — красный карлик спектрального класса M1V. Период обращения вокруг Гамма Цефея A — 74 года, большая полуось орбиты — 22 а. е., эксцентриситет — 0,44 (очень вытянутая орбита).

## Планета Гамма Цефея A b
Существование планеты Гамма Цефея A b впервые было предположено в 1988 году. Спустя несколько лет, в 2003 году она была обнаружена методом доплеровской спектроскопии. Период обращения 903 дня (2,5 года), большая полуось орбиты 2,04 а. е., орбита слегка вытянута (эксцентриситет — 0,115). Минимальная масса — 1,59 массы Юпитера.

## Новая полярная звезда
Вследствие прецессии оси вращения Земли примерно с 3100 года γ Цефея станет текущей поляри́ссимой (полярной) северного полюса Земли, и будет ею примерно до 5100 года.

## Ближайшее окружение звезды
Следующие звёздные системы находятся на расстоянии в пределах 20 световых лет от γ Цефея:
| Звезда        | Спектральный класс | Расстояние, св. лет |
| GJ 1035       | M V                | 5,6                 |
| HIP 15638     | M2 V               | 8,3                 |
| HD 223778 ABC | K3 V / ? / M2 V    | 9,8                 |
| HD 7924       | K0 V               | 11                  |
| α Цефея       | A7 V-IV            | 16                  |
| η Цефея       | K0 IVe             | 17                  |
| V368 Цефея    | G9 V               | 20                  |